# La Salle Fútbol Club
Maillots
La Salle Fútbol Club est un club de football vénézuélien, basé à Caracas.

## Histoire
Lors de l'ère amateure du Championnat du Venezuela, le club remporte à deux reprises le titre national, en 1952 et 1955,. Il participe également à deux reprises à la Petite coupe du monde des clubs, terminant quatrième en 1952 et 1955,.
Sous l'ère professionnelle du Championnat du Venezuela, le club dispute sept saisons, de 1957 à 1959 et de 1962 à 1965.

## Palmarès
- Championnat du Venezuela de football : 
  - Champion en 1952 et 1955
  - Vice-champion en 1950, 1953, en 1956 et 1957